# Caerano di San Marco
Caerano di San Marco ist eine nordostitalienische Gemeinde (comune) mit 7853 Einwohnern (Stand 31. Dezember 2023) in der Provinz Treviso in Venetien. Die Gemeinde liegt etwa 23 Kilometer nordwestlich von Treviso. 
Durch den Ort fließt der Canale di Caerano, ein Nebenkanal der Brentella.

## Gemeindepartnerschaft
Caerano di San Marco unterhält eine Partnerschaft mit der französischen Gemeinde Boissise-le-Roi im Département Seine-et-Marne.